# Baleseti sebész
A baleseti sebész (vagy latinul traumatológus) olyan szakorvos, aki baleseti sebészetből  szakvizsgát tett. A latin traumatológia (baleseti sebészet) szó a "sérülés, seb" jelentésű trauma szótőből származik.
A szakorvosi vizsga előfeltétele: 
- 2 év rezidensképzés + 4 év szakgyakornok képzés.

A traumatológián belüli terület:
- Maxillofaciális traumatológia.
- Neurotraumatológia
- Kézsebészet
- Vállsebészet
- Térdsebészet

A baleseti sebészet a sebészet talán legemberpróbálóbb ága. Súlyos sebesülteket, betegeket kell ellátni pillanatok alatt és sajnos néha a sebésznek bele kell törődnie abba, hogy nem tudja megmenteni a beteg életét.